# Bataille de Groix
Pour les articles homonymes, voir Groix (homonymie).
Guerres de la Révolution
Chouannerie
Batailles
La bataille navale de Groix oppose au large de Groix, le 23 juin 1795 (5 messidor an III dans le calendrier révolutionnaire), les flottes française et britannique, sans issue marquée. Néanmoins, ce dénouement permit le débarquement des émigrés à Quiberon.

## Préambule
Lors des deux premières années des guerres de la Révolution française, la flotte française de l'Atlantique basée principalement dans le port de Brest subit une série de revers. La marine connaît alors des tensions, reflets des divisions de la société française d'alors. En septembre 1793, une mutinerie éclate, suivie d'une purge frappant ceux soupçonnés d'être contre la République. Plusieurs officiers expérimentés sont emprisonnés ou exécutés. En mai 1794, la flotte française fait voile vers l'océan pour protéger un convoi de grain venant des États-Unis. Elle est attaquée par la Royal Navy lors de la bataille du 13 prairial an II et perd sept navires tout en sauvant le convoi. Au cours de l'hiver 1794-1795, cinq autres navires sont perdus lors d'une sortie désastreuse, la campagne du Grand Hiver, en plein milieu d'une tempête hivernale. Lors du printemps qui suit, la flotte britannique profite de son ascendant pour mettre en œuvre un blocus de la marine basée à Brest.
En mai 1795, la plupart des pertes de l'hiver ont été comblées et le vice-amiral Louis Thomas Villaret de Joyeuse peut envoyer une escadre de trois vaisseaux de ligne et plusieurs frégates vers Bordeaux, sous la direction du contre-amiral Jean Gaspard de Vence. Elle a pour mission d'escorter des navires transportant du vin et du brandy depuis la Gironde vers Brest. Le 8 juin, le convoi protégé par Vence passe Belle-Île quand elle est découverte par une escadre britannique de cinq navires de ligne et deux frégates, conduite par le vice-amiral William Cornwallis. Vence est alors en infériorité numérique et il ordonne à ses navires de se mettre sous la protection des batteries de Belle-Île. Après un bref accrochage, Cornwallis se retire en s'étant emparé de huit navires marchands, avant de faire route vers la Manche. Peu après, Vence quitte Belle-Île pour s'apercevoir, le 15 juin, que le gros de la flotte de l'Atlantique a fait voile pour le secourir. Cette mission, soutenue par le gouvernement, a rencontré l'opposition des officiers de la flotte, certains que Vence est en mesure d'appareiller sans dommage grâce à la proximité du port de Lorient.
Le matin du 16 juin, Cornwallis revient au sud de la Bretagne pour pourchasser Vence mais tombe sur l'armada de Villaret de Joyeuse. Il est contraint de battre en retraite vers la pleine mer, poursuivi par les Français. L'amiral britannique doit composer avec deux équipages malhabiles et, le matin du 17 juin, son arrière garde est à portée des canons adverses. Tout au long de la journée, les navires français tirent à distance mais de façon régulière sur le HMS Mars, dernier navire de l'escadre anglaise. Cornwallis tente de le protéger en s'interposant avec son navire amiral, le HMS Royal Sovereign et ses cent canons, suffisamment dissuasifs pour repousser les Français. Au même moment, Cornwallis ordonne à la frégate HMS Phaeton de prendre la tête et de déployer de faux signaux annonçant l'arrivée du gros de la flotte britannique. Combinés à l'apparition de navires non identifiés au nord, ils poussent Villaret à abandonner la poursuite à 18h40 pour revenir vers le littoral, laissant Cornwallis revenir en Angleterre.
À l'insu des deux amiraux français, la flotte britannique de la Manche a pris la mer depuis Spithead le 12 juin avec quatorze vaisseaux de ligne et onze navires plus petits, sous le commandement de l'amiral Alexander Hood. Sa mission est d'escorter un convoi de transports dirigé par le Commodore John Borlase Warren, emmenant une troupe de Français royalistes en direction de Quiberon pour lever un mouvement contre-révolutionnaire en Bretagne. En plus de cinquante navires de transports, ce convoi comprend déjà trois vaisseaux de ligne et six frégates. Le 19 juin, cette armada arrive au large de Belle-Île. Hood ordonne à Warren de s'approcher de Quiberon tandis qu'il reste au large avec le gros de la flotte de la Manche, pour intercepter toute attaque éventuelle de la Marine française depuis le sud. Toutefois, l'amiral britannique ignore que les navires français ont quitté Brest depuis une semaine déjà et sont toujours en mer. En effet, les navires de Villaret sont pris dans une rude tempête le 18 juin et doivent trouver refuge près de Belle-Île.

## Bataille de Groix

### La retraite de Villaret
La flotte française de Villaret est découverte par le HMS Arethusa, l'un des navires de Warren. Les guetteurs du navire britannique comptent mal le nombre de navire français puisqu'ils identifient seize vaisseaux de ligne et dix frégates. Warren communique immédiatement ces informations à Bridport et ordonne à son convoi de se détourner de la route des Français. Villaret ne poursuit pas les Britanniques, peut-être parce qu'il sous-estime ses forces. Ses navires commencent à manquer de provisions puisqu'ils n'ont emporté que quinze jours de vivres du fait de leur départ hâtif de Brest une semaine avant. Le matin du 20 juin, la flotte de Warren arrive en vue de celle de Hood. L'amiral envoie comme instruction à Warren de détacher ses trois vaisseaux de ligne pour renforcer sa propre flotte, dans la perspective d'affronter une force française considérée comme supérieure en nombre. Sans attendre ces renforts, Hood fait voile vers le littoral et contre le vent dans le but de positionner sa flotte entre l'expédition de Quiberon et les navires de Villaret.
À cette période de l'année, les vents du sud-est sont des adversaires coriaces pour les deux flottes. Ce n'est qu'au petit matin du 22 juin que les guetteurs des frégates britanniques d'avant-garde (HMS Nymphe (en) et HMS Astrea) aperçoivent les navires français au sud-est. Les Britanniques sont alors à près de quatre-vingts kilomètres des côtes françaises. Villaret se rend rapidement compte qu'il est en infériorité numérique et il décide de se replier vers la terre, poursuivi par Hood. L'amiral anglais essaie alors de maximiser ses chances d'intercepter l'adversaire et ordonne à ses meilleurs navires, les HMS Sans Pareil, HMS Orion, HMS Colossus, HMS Irresistible, HMS Valiant et HMS Russell de rompre la formation et de mener la poursuite. Hood suit avec son navire amiral, le HMS Royal George, accompagné par le reste de sa flotte, comprenant le HMS Queen Charlotte, lui aussi doté de cent canons et sept navires de 98 canons.
La poursuite dure toute la journée. À midi, la flotte française est distante de vingt-deux kilomètres des Anglais mais elle perd peu à peu du terrain tout au long de l'après-midi. En outre, les deux flottes sont ralenties par une météo calme. Pour s'assurer d'intercepter les Français quelle que soit la route qu'ils empruntent, Hood déploie son armada sur un large périmètre, autour de deux groupes principaux de poursuite. À dix-neuf heures, Hood ordonne d'attaquer l'arrière-garde française. Trente minutes plus tard, il ordonne d'attaquer les navires français qui auront été doublés. À vingt-deux heures trente, la météo redevient calme et les deux flottes sont immobiles jusqu'à trois heures du matin le lendemain, quand une légère brise du sud-ouest se lève, permettant aux navires anglais de progresser. À l'aube, les navires français sont juste devant leurs adversaires. La flotte de Villaret est organisée autour de plusieurs petits groupes de trois à quatre navires tandis que l’Alexander, commandée par le capitaine François-Charles Guillemet, est plus loin en arrière, avec moins de six kilomètres d'avance sur l'avant-garde anglaise. C'est un ancien navire britannique, capturé par les Français en novembre 1794 au cours d'un engagement qui l'a sévèrement endommagé. De ce fait, il est handicapé par rapport au reste de la flotte et sa situation est aggravée par les lacunes de Guillemet, qui ne suit pas les ordres de Villaret de former rapidement une ligne de bataille.
Contre toute attente, le navire anglais le plus rapide est le Queen Charlotte, qui a atteint une vitesse élevée grâce aux manœuvres du capitaine Andrew Snape Douglas. Juste après suit l’Irresistible puis l’Orion, le Colossus, le Sans Pareil et le Russell. À quatre heures, l'île de Groix est à une quinzaine de kilomètres à l'est du Queen Charlotte. Villaret souhaite se réfugier entre l'île et le port de Lorient, espérant que Hood soit réticent à s'aventurer dans ces eaux protégées par les batteries fortifiées de Groix et celles positionnées à l'entrée de la rade de Lorient. La côte méridionale de la Bretagne est alors connue pour sa dangerosité, les tempêtes de l'Atlantique pouvant pousser les navires contre des récifs mal cartographiés et des affleurements rocheux.

### Le 23 juin 1795
Villaret doit composer avec le risque que l’Alexandre se retrouve isolé. Il envoie la frégate Régénérée pour le remorquer vers cinq heures du matin. Moins d'une heure plus tard, Douglas amène le Queen Charlotte à portée de tir. Guillemet réagit en faisant feu avec ses canons de poupe, Douglas répondant avec ses canons de proue. Progressivement, il se met en position pour permettre à ses canons principaux d'intervenir, tandis que le capitaine James Saumarez de l’Orion le rejoint vers six heures. La frégate française ne tarde pas à mettre fin au remorquage, consciente de son infériorité face à deux navires de ligne. Elle fait voile vers le gros de la flotte française, de plus en plus divisée. Le Formidable, sous la conduite de Charles Linois, est juste devant l’Alexandre, prenant la suite Villaret, à la tête du Peuple et de ses cent vingt canons. À ses côtés se trouvent le Redoutable, le Mucius, le Wattignies, le Tigre et le Nestor, le navire amiral de Vence. Quant au reste de la flotte, il se situe plus loin, ayant pris une avance sensible. Villaret ordonne aux navires proches de former une ligne de bataille. Si chacun d'entre eux répète le signal, aucun n'exécute la manœuvre ordonnée.
À six heures quinze, le Queen Charlotte double l'Alexandre et commence à faire feu sur le Formidable. Linois riposte durant quinze minutes face à un adversaire plus puissant, jusqu'à ce qu'un incendie se déclare sur la dunette. L'équipage tente de l'éteindre alors que le Sans Pareil, la navire amiral du contre-amiral Hugh Seymour arrive à son tour. Il tire une volée qui ralentit plus encore le Formidable, l'éloignant toujours plus du reste de la flotte française. Exposé à des navires mieux armés que lui, Linois ne commande bientôt plus qu'une épave, avec un gréement fortement endommagé et 320 morts ou blessés sur 717 membres d'équipage. Alors que le Sans Pareil le double, le mât d'artimon se brise, ne laissant d'autre choix à Linois que de signaler sa reddition au reste de la flotte britannique en approche. Pendant l'agonie du Formidable, le Colossus et le Russell, ralliés par les second-rate HMS London et le HMS Queen font voile vers le centre de la petite flotte de Villaret, qui ne parvient toujours pas à organiser ses navires en ordre de bataille.
À sept heures, quatre navires britanniques et six navires français sont engagés dans une mêlée confuse, tandis que l'avant-garde française continue vers l'est sans s'arrêter. Quant aux autres navires britanniques, ils se débattent avec un vent limité. Peu à peu, la bataille se rapproche de l'île de Groix et de ses fortifications, où Villaret espère mettre à l'abri sa flotte. Du côté britannique, le Queen Charlotte doit se retirer en raison des dommages importants qu'ont subi ses gréements et ses voiles. À sept heures quinze, il repasse devant l'épave de l’Alexandre. Le capitaine Guillemet tire quelques bordées mais ne tarde pas à se rendre face à la menace que continue de faire peser un navire tel que le Queen Charlotte. En effet, même à longue distance, Douglas maintient le feu sur les navires tels que le Peuple ou le Tigre. Dans le même temps, le Sans Pareil attaque le Tigre du capitaine Jacques Bedout et l'oblige à sortir de la formation française non sans d'importants dommages. Villaret tente alors de rassembler ses forces autour du Tigre. Il essaie même d'envoyer sa frégate au-devant des navires en fuite pour les contraindre à obéir à ses ordres, sans succès. Alors que le Tigre brise la formation, le Queen et le London se mettent aussi à l'attaquer, contraignant Bedout à se rendre. Son navire est alors gravement endommagé, avec deux mètres cinquante d'eau ayant envahi sa coque et plus de cent trente morts ou blessés dont Bedout, touché trois fois.
À sept heures cinquante-sept, le Royal George se joint à la bataille et Douglas se place à sa suite car son équipage est parvenu à réparer sommairement le Queen Charlotte. À 8h15, Hood ordonne au Colossus et au capitaine John Monkton de rejoindre le gros de la flotte britannique dont il est maintenant distant de près de trois kilomètres. Le Sans Pareil, presque aussi éloigné, reçoit le même ordre alors qu'il combat le Peuple en pleine retraite, son capitaine Jacques Angot venant d'être tué. Une fois ses navires rassemblées, Hood lance la poursuite, tirant une bordée sur le Peuple alors qu'il est à moins d'un kilomètre de Groix ainsi que sur le Tigre, dont Hood ne sait toujours pas qu'il s'est rendu. À 8h37, ignorant les navires français restants, Hood préfère se retirer vers le sud-ouest avec sa flotte.

## Bilan
Le bilan est lourd pour la flotte française : 670 hommes mis hors-de-combat (morts ou blessés) et trois navires pris. L'escadre britannique dénombre 31 tués et une centaine de blessés. En France, une commission d'enquête fut nommée et releva de leurs fonctions les capitaines n'ayant pas suivi les ordres du vice-amiral Villaret.
À propos du combat naval de Groix du 23 juin 1795 les marins et soldats pris sur les vaisseaux Alexandre, Formidable et Tigre ont séjourné dans les prisons britanniques jusqu'à leur libération en 1797.

## Liste des vaisseaux
Seuls les vaisseaux marqués par une étoile ont réellement participé à la bataille.
| commandés par Louis Thomas Villaret de Joyeuse - Le Peuple* - L'Alexander (François-Charles Guillemet) – Capturé* - Le Droits de l'Homme (Sébire-Beauchêne) - Le Formidable (Durand de Linois) – Capturé* - Le Fougueux (Giot-Labrier) - Jean Bart (Legouardun) - Mucius (Larreguy)* - Nestor (Jean Gaspard de Vence) - Le Redoutable* - Le Tigre (Jacques Bedout) – Capturé* - Wattigny (Donat)* - Le Zélé (Aved Magnac) |  | commandés par Alexander Hood - HMS Royal George (William Domett)* - HMS Queen Charlotte (Andrew Snape Douglas)* - HMS Queen (William Bedford) - HMS Loyal London (Edward Griffith) - HMS Prince of Wales (John Bazely) - HMS Prince (Charles Powell Hamilton) - HMS Barfleur (James Richard Dacres (en)) - HMS Prince George(William Edge) - HMS Sans Pareil (William Browell)* - HMS Valiant (Christopher Parker) - HMS Orion (James Saumarez)* - HMS Irresistible (Richard Grindall)* - HMS Russel (Thomas Larcom)* - HMS Colossus (John Monkton)* |

### Source partielle
- Abbé Angot, « Quiberon, du 6 juin au 25 juillet 1795 », Revue historique et archéologique du Maine, t. XLI,‎ 1897, p. 335-347 (lire en ligne)